# Alexi Gómez
Alexi Gómez (Callao, 4 de marzo de 1993) es un futbolista peruano. Juega como extremo izquierdo. Es jugador de Cienciano del Cusco. Tiene 32 años.

## Trayectoria

### Inicios y León de Huánuco
Gómez inició su carrera como futbolista en la Escuela de Fútbol ADC (Asociación Club Deportivo Andrés Campeón). Luego pasó por las divisiones menores de Sporting Cristal, Circolo Sportivo Italiano y con breve paso por Argentina en 2010 en el club Vélez Sarfield. Finalmente regresó al Perú para jugar la segunda división con Hijos de Acosvinchos, equipo con el cual debutó como profesional.
En el año 2012 fue fichado por León de Huánuco e hizo su debut oficial en primera división el 18 de febrero de 2012 ante Alianza Lima. En el León de Huánuco jugó 21 partidos y marcó 1 gol en el Campeonato Descentralizado 2012, además disputó la Copa Sudamericana 2012 donde fueron eliminados por el Deportivo Quito. Sus buenas actuaciones en el León de Huánuco y sobre todo en el Campeonato Sudamericano Sub-20 realizado en Argentina con la selección peruana le valieron para que en 2013 fuera transferido a Universitario de Deportes.

### Universitario de Deportes y su paso por Suecia y Chile
Tras ser anunciado como fichaje del cuadro crema y haber completado una gran actuación con el equipo sub-20 del Perú, se unió al equipo dirigido técnicamente por Ángel Comizzo, para quien fue pieza fundamental ocupando la posición de lateral izquierdo. Debutó con el primer equipo el 24 de febrero de 2013, utilizando el dorsal #29. El 1 de junio de 2013, marcó su primer gol con el equipo merengue en el empate 1-1 ante Sport Huancayo.
Uno de sus mejores partidos lo jugó ante Inti Gas en la victoria por 3-1 en el Estadio Monumental de Lima. Él convirtió dos de los tres goles para los cremas, tras una buena campaña, llegaron a disputar el título nacional ante Real Garcilaso. En la final del 18 de diciembre convirtió en la tanda de penales y Universitario de Deportes logró su vigésimo sexto título, destacando en el equipo merengue. En la Copa Libertadores 2014 logró convertir un gol en el empate 3-3 ante The Strongest de Bolivia. Después de cerrar un año regular, donde solo anotó un gol (ante la Universidad Técnica de Cajamarca), a inicios del 2015 se vio envuelto en un acto de indisciplina que le costó su salida del club.
En marzo de 2015, fue transferido al Brommapojkarna de Suecia. Su debut con el equipo sueco se produjo el 3 de abril en la derrota por 1-0 ante el Östersunds. El 3 de agosto de 2015 fue presentado como refuerzo del San Luis de Quillota donde se le asignó la camiseta número 11 en el conjunto sureño. El 9 de agosto de 2015, hizo su debut oficial con la camiseta del San Luis en la derrota por 1-0 ante Santiago Wanderers por la segunda fecha del Torneo Apertura, ingresó a los 74 minutos en reemplazo de Claudio Meneses. Tras pasar por el cuadro chileno, en el mercado de verano volvió del préstamo a Universitario, con quien debutó en la Copa Sudamericana ante Emelec, marcó el segundo doblete de su carrera en el triunfo 4-0 ante Alianza Atlético, uno de ellos de tiro libre. Bajo las órdenes del argentino Pedro Troglio, logró completar muy buenas jornadas, destacando su actuación en Copa Libertadores y en el Torneo Local, en este último llegando a anotar 12 goles y siendo elegido el mejor extremo izquierdo del torneo, lo que le valió para ser tomado en cuenta en la selección peruana dirigida por Ricardo Gareca.

### Atlas, Minnesota y regreso al Perú
En diciembre de 2017 fue fichado por el Atlas de México, en calidad de préstamo con opción a compra. Su debut con el equipo mexicano se produjo el 5 de enero de 2018 en la derrota por 1-2 ante el Club León. Su paso por el fútbol mexicano concluyó el 13 de marzo de ese mismo año debido a diversos incumplimientos del jugador a la reglamentación del club. Tras la fallida experiencia en el fútbol azteca y ante la imposibilidad de regresar a Universitario por encontrarse cerrado el libro de pases, Gómez llegó a medio año a jugar en Estados Unidos, por el Minnesota United, donde pudo tener algo continuidad, aunque sin lograr destacarse. Para el año 2019 se anunció su llegada a Gimnasia y Esgrima, por pedido expreso del técnico Pedro Troglio, que lo había dirigido en 2017 y con el que había tenido su mejor rendimiento.
Debutó con un sensacional gol anotado ante Tigre, generando muy buenos comentarios tanto en Perú como en Argentina. Tras el cese de Troglio y la poca continuidad por ocupar plaza de extranjero, regresó en marzo a Perú para jugar en Melgar, completando una discreta temporada. Durante este tiempo coqueteó bastante con la posibilidad de regresar a Universitario, sin embargo, nunca se llegó a concretar. En el año 2020, sorpresivamente fue anunciando como nuevo refuerzo de Alianza Lima de cara a la Copa Libertadores y el torneo local. Esto desató mucha polémica por su pasado como jugador merengue y las constantes indisciplinas con las que se le habían vinculado. Hubo resistencia por parte de la hinchada blanquiazul, así como constantes críticas por parte de la hinchada crema.
Sin embargo, luego de cerrar su contratación, fue presentado en la Noche Blanquiazul con la dorsal #12, dejando buenas impresiones en el director técnico uruguayo Pablo Bengoechea. Anotó su primer gol ante el Atlético Grau por la vía penal. Lamentablemente, volvió a verse envuelto en polémica al ser denunciado por su expareja por supuestas agresiones físicas y psicológicas, lo que provocó su separación temporal del equipo por el chileno Mario Salas, aunque luego volvió a ser tomado en cuenta para la recta final del Torneo Apertura. Luego de una temporada terrible, a finales de 2020, rescindió su contrato.

## Selección nacional
Ha sido internacional con la selección de fútbol del Perú en la categoría sub-20, con la cual disputó el Campeonato Sudamericano de Fútbol Sub-20 de 2013 realizado en Argentina. El 26 de marzo de 2013, debutó con la selección absoluta en un encuentro amistoso ante la selección de Trinidad y Tobago que finalizó con marcador de 3-0 a favor de los peruanos. En la era Gareca fue convocado para disputar los duelos amistosos contra Paraguay y Jamaica.

## Estadísticas

### Clubes
| Club                              | Temporada           | Liga | Liga | Copas Nacionales * | Copas Nacionales * | Copas Internacionales ** | Copas Internacionales ** | Total | Total |
| Club                              | Temporada           | PJ   | G    | PJ                 | G                  | PJ                       | G                        | PJ    | G     |
| --------------------------------- | ------------------- | ---- | ---- | ------------------ | ------------------ | ------------------------ | ------------------------ | ----- | ----- |
| Hijos de Acosvinchos · Perú       | 2011                | 15   | 2    | 0                  | 0                  | 0                        | 0                        | 15    | 2     |
| Hijos de Acosvinchos · Perú       | Total               | 15   | 2    | 0                  | 0                  | 0                        | 0                        | 15    | 2     |
| León de Huánuco · Perú            | 2012                | 21   | 1    | 0                  | 0                  | 2                        | 0                        | 23    | 1     |
| León de Huánuco · Perú            | Total               | 21   | 1    | 0                  | 0                  | 2                        | 0                        | 23    | 1     |
| Universitario de Deportes · Perú  | 2013                | 39   | 3    | 0                  | 0                  | 0                        | 0                        | 39    | 3     |
| Universitario de Deportes · Perú  | 2014                | 22   | 1    | 7                  | 0                  | 6                        | 1                        | 35    | 2     |
| Universitario de Deportes · Perú  | Total               | 61   | 4    | 7                  | 0                  | 6                        | 1                        | 74    | 5     |
| I. F. Brommapojkarna · Suecia     | 2015                | 8    | 0    | 0                  | 0                  | 0                        | 0                        | 8     | 0     |
| I. F. Brommapojkarna · Suecia     | Total               | 8    | 0    | 0                  | 0                  | 0                        | 0                        | 8     | 0     |
| San Luis de Quillota · Chile      | 2015-16             | 21   | 2    | 2                  | 0                  | 0                        | 0                        | 23    | 2     |
| San Luis de Quillota · Chile      | Total               | 21   | 2    | 2                  | 0                  | 0                        | 0                        | 23    | 2     |
| Universitario de Deportes · Perú  | 2016                | 13   | 5    | 0                  | 0                  | 2                        | 0                        | 15    | 5     |
| Universitario de Deportes · Perú  | 2017                | 32   | 11   | 0                  | 0                  | 2                        | 1                        | 34    | 12    |
| Universitario de Deportes · Perú  | Total               | 45   | 16   | 0                  | 0                  | 4                        | 1                        | 49    | 17    |
| Atlas F. C. · México              | 2018                | 7    | 0    | 4                  | 0                  | 0                        | 0                        | 11    | 0     |
| Atlas F. C. · México              | Total               | 7    | 0    | 4                  | 0                  | 0                        | 0                        | 11    | 0     |
| Minnesota United Estados Unidos   | 2018                | 18   | 0    | 1                  | 0                  | 0                        | 0                        | 19    | 0     |
| Minnesota United Estados Unidos   | Total               | 18   | 0    | 1                  | 0                  | 0                        | 0                        | 19    | 0     |
| Gimnasia y Esgrima Argentina      | 2018-19             | 3    | 1    | 0                  | 0                  | 0                        | 0                        | 3     | 1     |
| Gimnasia y Esgrima Argentina      | Total               | 3    | 1    | 0                  | 0                  | 0                        | 0                        | 3     | 1     |
| F. B. C. Melgar · Perú            | 2019                | 18   | 0    | 0                  | 0                  | 5                        | 0                        | 23    | 0     |
| F. B. C. Melgar · Perú            | Total               | 18   | 0    | 0                  | 0                  | 5                        | 0                        | 23    | 0     |
| Alianza Lima · Perú               | 2020                | 19   | 1    | 0                  | 0                  | 3                        | 1                        | 22    | 2     |
| Alianza Lima · Perú               | Total               | 19   | 1    | 0                  | 0                  | 3                        | 1                        | 22    | 2     |
| Univ. Técnica de Cajamarca · Perú | 2021                | 18   | 2    | 0                  | 0                  | 2                        | 0                        | 20    | 2     |
| Univ. Técnica de Cajamarca · Perú | Total               | 18   | 2    | 0                  | 0                  | 2                        | 0                        | 20    | 2     |
| Deportivo Llacuabamba · Perú      | 2022                | 9    | 3    | 0                  | 0                  | 0                        | 0                        | 9     | 3     |
| Deportivo Llacuabamba · Perú      | Total               | 9    | 3    | 0                  | 0                  | 0                        | 0                        | 9     | 3     |
| Deportivo Garcilaso · Perú        | 2023                | 27   | 3    | 0                  | 0                  | 0                        | 0                        | 27    | 3     |
| Deportivo Garcilaso · Perú        | 2024                | 16   | 1    | 0                  | 0                  | 1                        | 0                        | 17    | 1     |
| Deportivo Garcilaso · Perú        | Total               | 43   | 4    | 0                  | 0                  | 1                        | 0                        | 44    | 4     |
| Sport Huancayo · Perú             | 2024                | 9    | 0    | 0                  | 0                  | 0                        | 0                        | 9     | 0     |
| Sport Huancayo · Perú             | Total               | 9    | 0    | 0                  | 0                  | 0                        | 0                        | 9     | 0     |
| Total en su carrera               | Total en su carrera | 315  | 36   | 14                 | 0                  | 23                       | 3                        | 352   | 39    |

- (*) Torneo del Inca y Copa Chile.
- (**) Copa Sudamericana y Copa Libertadores de América.

### Selección nacional
| \| Fecha \| Ciudad \| Local \| Resultado \| Visitante \| Competencia \| Goles \| \| ---------- \| ------------- \| ---------- \| --------- \| ----------------- \| -------------------------- \| ----- \| \| 26-03-2013 \| Lima \| Perú \| 3:0 \| Trinidad y Tobago \| Amistoso \| 0 \| \| 17-04-2013 \| San Francisco \| Perú \| 0:0 \| México \| Amistoso \| 0 \| \| 11-10-2013 \| Buenos Aires \| Argentina \| 3:1 \| Perú \| Clasificación Mundial 2014 \| 0 \| \| 08-06-2017 \| Trujillo \| Perú \| 1:0 \| Paraguay \| Amistoso \| 0 \| \| Total \| \| Presencias \| 4 \| \| Goles \| 0 \| |               |            |           |                   |                            |       |
| Fecha | Ciudad        | Local      | Resultado | Visitante         | Competencia                | Goles |
| 26-03-2013 | Lima          | Perú       | 3:0       | Trinidad y Tobago | Amistoso                   | 0     |
| 17-04-2013 | San Francisco | Perú       | 0:0       | México            | Amistoso                   | 0     |
| 11-10-2013 | Buenos Aires  | Argentina  | 3:1       | Perú              | Clasificación Mundial 2014 | 0     |
| 08-06-2017 | Trujillo      | Perú       | 1:0       | Paraguay          | Amistoso                   | 0     |
| Total |               | Presencias | 4         |                   | Goles                      | 0     |

### Resumen estadístico
| Competición           | Encuentros | Goles | Promedio |
| --------------------- | ---------- | ----- | -------- |
| Liga                  | 315        | 36    | 0,11     |
| Copas nacionales      | 14         | 0     | 0        |
| Copas internacionales | 23         | 3     | 0,13     |
| Selección del Perú    | 4          | 0     | 0        |
| Total                 | 356        | 39    | 0,11     |

## Palmarés

### Títulos nacionales
| Título                    | Club                      | País | Año  |
| ------------------------- | ------------------------- | ---- | ---- |
| Primera División del Perú | Universitario de Deportes | Perú | 2013 |